# Operationsstuens Hemmelighed
Operationsstuens Hemmelighed er en dansk stum melodramafilm fra 1911 produceret af Nordisk Films Kompagni og instrueret af William Augustinus efter manuskript af Robert Fessel og Alfred Kjerulf.
Filmen havde dansk premiere den 8. august 1911 Biograf-Theatret. Den blev i tysktalende lande distribueret som Die Chloreformmaske, i engelsktalende lande som The Chloroform Mask og i fransktalende lande som Le Masque de Chloroforme.

## Handling
En ung kvindelig læge, Elin Spange, er forelsket i en anden læge. Lægen bliver dog interesseret i Elins veninde, Hedwig, og en dag ser Elin veninden i omfavnelse med lægen. Kort efter kommer Hedwig ud for en ulykke, der bringer hende på hospitalet, hvor hun skal opereres. Elin ser sit snit til at komme af med sin rivalinde ved at give hende for meget kloroform til bedøvelsen. Hedwig omkommer, men Elins udåd får hende til at gå i søvne og til konstant at genopleve situationen. Elins tidligere kæreste opdager hende og vækker hende. Elin er bekymret over, om hendes udåd er afsløret, og hun skriver et brev til den tidligere kæreste, hvori hun tilstår alt. Han forsøger at finde Elin, der atter går i søvne, men lige idet han finder hende, styrter hun ned i en dyb skakt. Hun bringes på hospitalet til operation, men ved synet af kloroformmasken dør Elin.

## Medvirkende
- Frederik Jacobsen, Læge
- Karen Lund
- Ingeborg Middelboe Larsen
- Henry Seemann
- Ella la Cour
- Rigmor Jerichau
- Otto Lagoni
- Doris Langkilde
- H. C. Nilsen